# Point of Know Return
《Point of Know Return》은 1977년 10월 11일에 발매된 미국의 록 밴드 캔자스의 다섯 번째 스튜디오 음반이다. 이 음반은 2002년에 CD로 리마스터된 형식으로 재발매되었다.
(타이틀 트랙의 그것과 함께) 음반의 제목은 "돌아올 수 없는 시점(point of no return)"에 관한 연극이다.

## 구성 및 녹음
《Point of Know Return》의 녹음 세션은 1977년 6월, 루이지애나주 보갈루사 시설인 스튜디오 인 더 컨트리에서 시작되었으며, 캔자스는 스튜디오 인 더 컨트리에서 장비 고장과 마주친 밴드로 인해 녹음 사이트를 이전했으며, 이는 《Point of Know Return》의 녹음 대부분을 차지했다. 7월 한 달 동안 내슈빌에 있는 우드랜드 스튜디오에서 식사를 했다.
싱어송라이터 스티브 월시는 이번 음반 녹음 도중 잠시 그룹을 탈퇴했다. 주간 레드비어드 라디오 쇼의 인터뷰에서, 그는 이 시점에서 자신이 프리마돈나 같은 존재였고 솔로 경력의 기회에 이끌렸다는 것을 인정했다.
〈Dust in the Wind〉는 희박한 음향 특성으로 알려져 있다. 이 노래의 기타 라인은 케리 리브그렌이 손가락 고르기 학습을 위한 손가락 연습으로 썼다. 그의 아내 빅치는 그가 하는 일을 듣고 멜로디가 좋다고 말하며 가사를 쓰도록 격려했다. 리브그렌은 그의 동료 밴드 멤버들이 그것을 좋아할지에 대해 확신하지 못했다. 왜냐하면 그것은 그들의 독특한 스타일에서 벗어났기 때문이다. 그러나 그는 그것을 그들에게 바쳤고, 그 노래는 받아들여져서 녹음되었다.

## 평가
| 전문가 평가 | 전문가 평가 |
| 평가 점수   | 평가 점수   |
| 출처        | 점수        |
| ----------- | ----------- |
| AllMusic    | [ 5 ]       |

《롤링 스톤》은 이 음반에 대해 "일반적으로 짧은 곡으로 이행하는 것이 효과가 있지만, 가사는 "브리티시 아트 록 관중이 고용한 염가 기반 이국주의의 완고하고 우스꽝스러운 재탕"이라고 말하며 엇갈린 평가를 내렸다. 그들은 캔자스가 거장 솔로 가수가 부족하지만, 밴드의 앙상블 연주가 강하고 목적도 있다고 평했다. 올뮤직의 로버트 테일러는 캔자스의 "인터플레이와 뛰어난 음악성으로 인해 "연주된 사운드"와 "팝과 결합된 건강한 진행 균형을 유지하기 위한 밴드의 노력"에도 불구하고 캔자스의 "인터플레이와 뛰어난 음악성으로 인해 클래식 록과 프로그레시브 록 레코딩이 모두 필수"라고 썼다.
《Point of Know Return》은 1978년 1월, 미국에서 4위를 차지한 캔자스의 최고 차트 작성 음반이 될 것이며, 미국에서 4백만 장이 팔리고 미국 음반 산업 협회에서 4배 플래티넘 인증을 받았다.

## 곡 목록
| #  | 제목                     | 작사·작곡                               | 재생 시간 |
| -- | ------------------------ | --------------------------------------- | --------- |
| 1. | 〈Point of Know Return〉 | 스티브 월시, 필 에하트, 로비 스타인하트 | 3:13      |
| 2. | 〈Paradox〉              | 케리 리브그렌, 월시                     | 3:50      |
| 3. | 〈The Spider (기악)〉    | 월시                                    | 2:05      |
| 4. | 〈Portrait (He Knew)〉   | 리브그렌, 월시                          | 4:38      |
| 5. | 〈Closet Chronicles〉    | 월시, 리브그렌                          | 6:31      |

| #   | 제목                      | 작사·작곡      | 재생 시간 |
| --- | ------------------------- | -------------- | --------- |
| 6.  | 〈Lightning's Hand〉      | 월시, 리브그렌 | 4:24      |
| 7.  | 〈Dust in the Wind〉      | 리브그렌       | 3:28      |
| 8.  | 〈Sparks of the Tempest〉 | 리브그렌, 월시 | 4:18      |
| 9.  | 〈Nobody's Home〉         | 리브그렌, 월시 | 4:40      |
| 10. | 〈Hopelessly Human〉      | 리브그렌       | 7:17      |